# Majengo (Arusha)
Majengo è una circoscrizione rurale (rural ward) della Tanzania situata nel distretto di Monduli, regione di Arusha. Conta una popolazione di 7 853 abitanti (censimento 2012).